# Список дипломатических миссий Великобритании
Список дипломатических миссий Великобритании — Великобритания имеет свои дипломатические представительства в большом количестве и в различных уголках мира. Являясь страной-членом Британского содружества, Великобритания в других государствах, в него входящих, главой своих миссий туда назначает «высшего комиссара» в ранге посла.

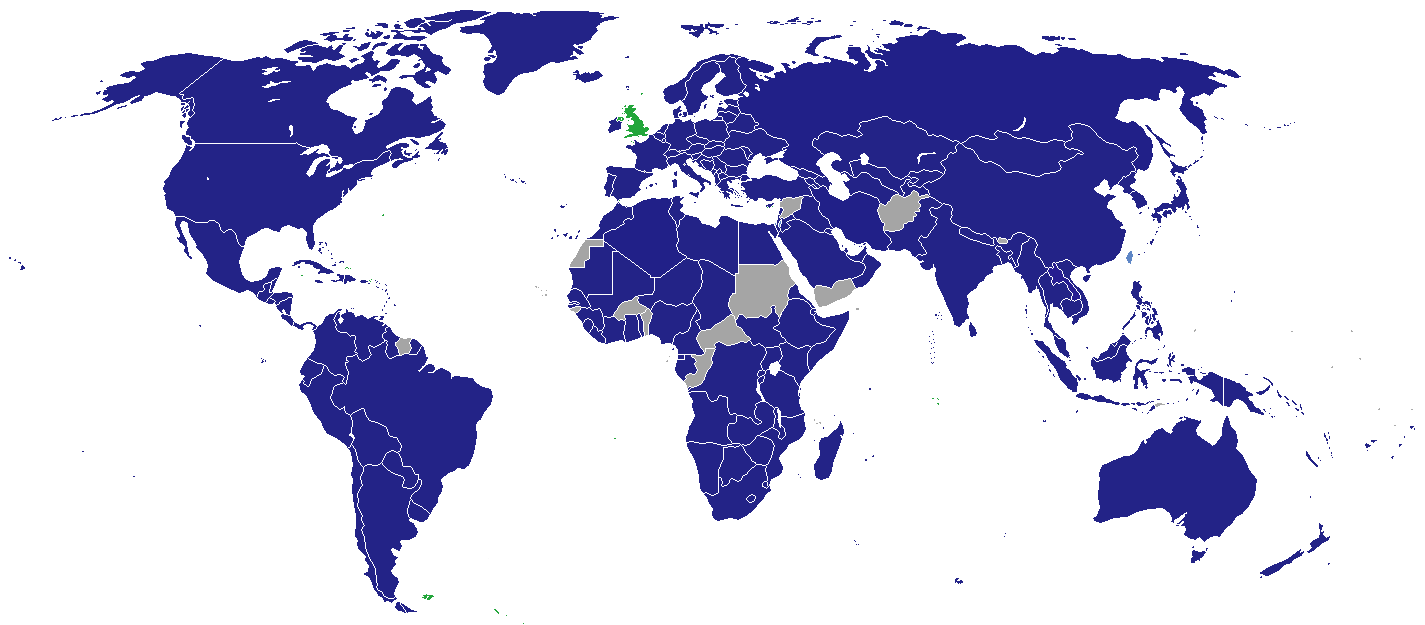
Список дипломатических миссий Великобритании

В 2004—2006 годах, вследствие кампании по сокращению расходов, были закрыты посольства Великобритании в столицах Парагвая, Восточного Тимора, Мадагаскара и Багамских островов, Вануату, королевства Тонга, Эсватини, Лесото, Кирибати, а также консульства и торговые миссии в городах Германии, Японии, США, Камеруна, Лаоса, Португалии и Пуэрто-Рико.

## Европа

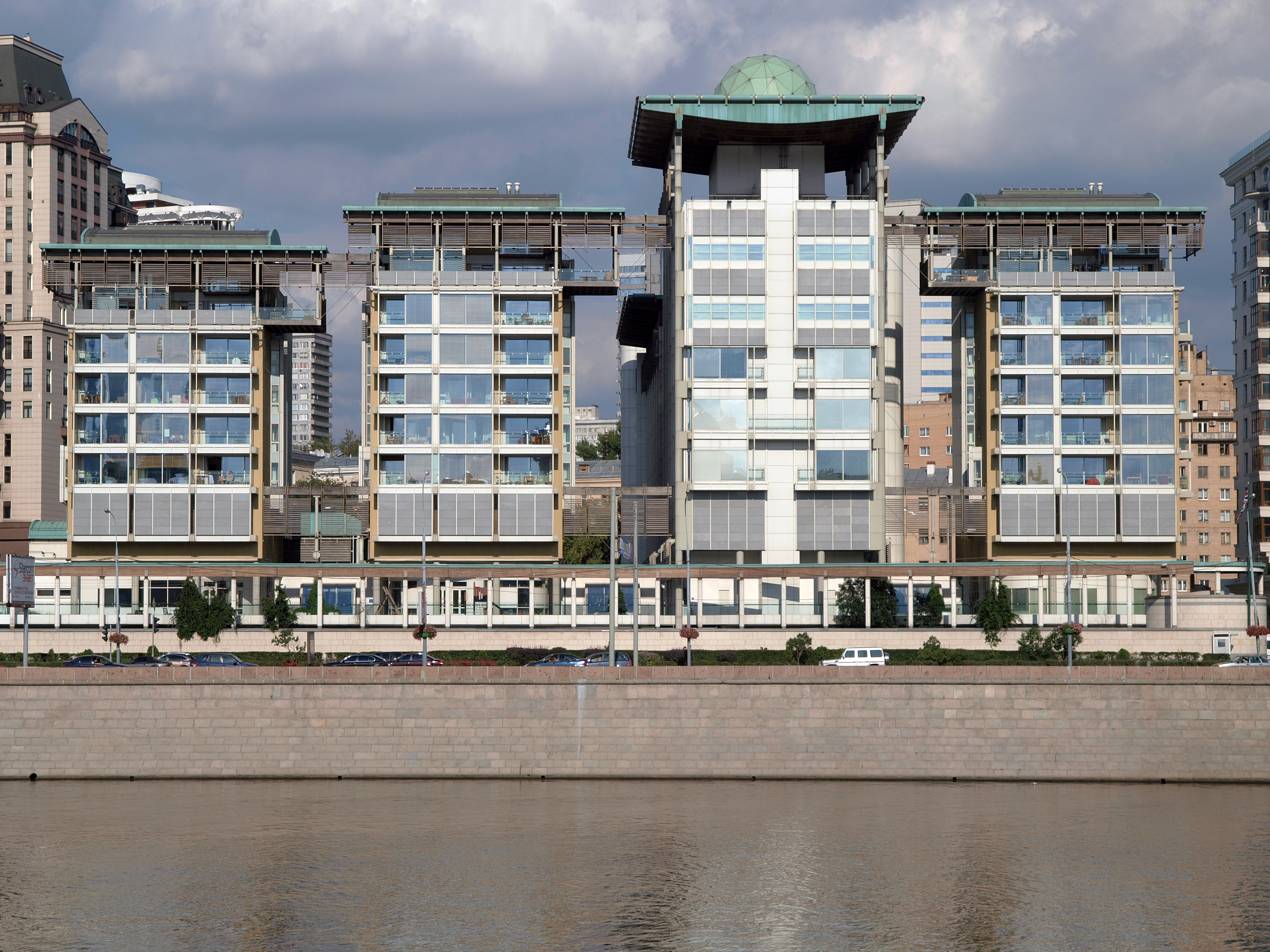
Посольство Великобритании в Москве

- Албания, Тирана (посольство)
- Австрия, Вена (посольство)
- Азербайджан, Баку (посольство)
- Армения, Ереван (посольство)
- Белоруссия, Минск (посольство)
- Бельгия, Брюссель (посольство)
- Босния и Герцеговина, Сараево (посольство)
  - Баня-Лука (представительство)
- Болгария, София (посольство)
- Ватикан (посольство)
- Грузия, Тбилиси (посольство)
- Хорватия, Загреб (посольство)
- Чехия, Прага (посольство)
- Кипр, Никосия (посольство)
- Дания, Копенгаген (посольство)
- Эстония, Таллин (посольство)
- Финляндия, Хельсинки(посольство)
- Франция, Париж (посольство)
  - Бордо (генеральное консульство)
  - Лион (генеральное консульство)
  - Марсель (генеральное консульство)
- Германия, Берлин (посольство)
  - Дюссельдорф (генеральное консульство)
  - Мюнхен (генеральное консульство)
- Греция, Афины (посольство)
  - Салоники (консульство)
  - Ираклион (вице-консульство)
- Венгрия, Будапешт (посольство)
- Исландия, Рейкьявик (посольство)
- Ирландия, Дублин (посольство)
- Италия, Рим (посольство)
  - Милан (генеральное консульство)
  - Флоренция (консульство)
  - Неаполь (консульство)
- Косова, Приштина (посольство)
- Латвия, Рига (посольство)
- Литва, Вильнюс (посольство)
- Люксембург, Люксембург (посольство)
- Македония, Скопье (посольство)
- Мальта, Валлетта (высший комиссариат)
- Молдова, Кишинёв (посольство)
- Черногория, Подгорица (посольство)
- Нидерланды, Гаага (посольство)
  - Амстердам (генеральное консульство)
- Норвегия, Осло (посольство)
- Польша, Варшава (посольство)
- Португалия, Лиссабон (посольство)
  - Портиман (консульство)
- Румыния, Бухарест (посольство)
- Россия, Москва (посольство)
  - Санкт-Петербург (генеральное консульство)
  - Екатеринбург (генеральное консульство)
- Сербия, Белград (посольство)
- Словакия, Братислава (посольство)
- Словения, Любляна (посольство)
- Испания, Мадрид (посольство)
  - Барселона (генеральное консульство)
  - Аликанте (консульство)
  - Бильбао (консульство)
  - Малага (консульство)
  - Пальма-де-Мальорка (консульство)
  - Санта-Крус-де-Тенерифе (консульство)
  - Ибица (вице-консульство)
- Швеция, Стокгольм (посольство)
- Швейцария, Берн (посольство)
  - Женева (генеральное консульство)
  - Монтрё (вице-консульство)
  - Цюрих (вице-консульство)
- Украина, Киев (посольство)

## Африка
- Алжир, Эль-Джазаир (посольство)
- Ангола, Луанда (посольство)
- Ботсвана, Габороне (высший комиссариат)
- Бурунди, Бужумбура (посольство)
- Камерун, Яунде (высший комиссариат)
- Демократическая Республика Конго, Киншаса (посольство)
- Кот д’Ивуар Абиджан (посольство)
- Египет, Каир (посольство)
  - Александрия (генеральное консульство)
- Эритрея, Асмара (посольство)
- Эфиопия, Аддис-Абеба (посольство)
- Гамбия, Банджул (посольство)
- Гвинея, Конакри (посольство)
- Гана, Аккра (высший комиссариат)
- Кения, Найроби (высший комиссариат)
- Ливия, Триполи (посольство)
  - Бенгази (представительство)
- Малави, Лилонгве (высший комиссариат)
- Мали, Бамако (представительство)
- Маврикий, Порт-Луи (высший комиссариат)
- Марокко, Рабат (посольство)
  - Касабланка (генеральное консульство)
  - Танжер (консульство)
  - Агадир (консульство)
- Мозамбик, Мапуту (высший комиссариат)
- Намибия, Виндхук (высший комиссариат)
- Нигерия, Абуджа (высший комиссариат)
  - Лагос (генеральное консульство)
  - Кадуна (представительство)
  - Ибадан (представительство)
- Руанда, Кигали (высший комиссариат)
- Сенегал, Дакар (посольство)
- Сейшельские острова, Виктория (высший комиссариат)
- Сьерра-Леоне, Фритаун (высший комиссариат)
- ЮАР, Претория (высший комиссариат)
  - Кейптаун (генеральное консульство)
- Южный Судан, Джуба (посольство)
- Судан, Хартум (посольство)
- Танзания, Дар-эс-Салам (высший комиссариат)
- Тунис, Тунис (посольство)
- Уганда, Кампала (высший комиссариат)
- Эсватини, Мбабане (посольство)
- Замбия, Лусака (высший комиссариат)
- Зимбабве, Хараре (посольство)

## Азия
- Афганистан, Кабул (посольство)
- Бангладеш, Дакка (высший комиссариат)
  - Силхет (консульство)
- Бахрейн, Манама (посольство)
- Бруней, Бандар-Сери-Бегаван (высший комиссариат)
- Мьянма, Янгон (посольство)
- Камбоджа, Пном-Пень (посольство)
- Китай, Пекин (посольство)
  - Гуанчжоу (генеральное консульство)
  - Гонконг (генеральное консульство)
  - Шанхай (генеральное консульство)
  - Чунцин (генеральное консульство)
- Япония, Токио (посольство)
  - Осака (генеральное консульство)
- Индия, Нью-Дели (высший комиссариат)
  - Бангалор (представительство в.к.)
  - Ченнай (представительство в.к.)
  - Калькутта (представительство в.к.)
  - Мумбай (представительство в.к.)
- Индонезия, Джакарта (посольство)
- Иран, Тегеран (посольство)
- Ирак, Багдад (посольство)
  - Басра (представительство)
  - Эрбиль (представительство)
- Израиль, Тель-Авив (посольство)
  - Иерусалим (генеральное консульство)
- Иордания, Амман (посольство)
- Казахстан, Астана (посольство)
  - Алматы (генеральное консульство)
- Кувейт, Эль-Кувейт (посольство)
- КНДР, Пхеньян (посольство)
- Южная Корея, Сеул (посольство)
- Кыргызстан, Бишкек (посольство)
- Ливан, Бейрут (посольство)
- Малайзия, Куала-Лумпур (высший комиссариат)
- Монголия, Улан-Батор (посольство)
- Непал, Катманду (посольство)
- Оман, Маскат (посольство)
- Катар, Доха (посольство)
- Пакистан, Исламабад (высший комиссариат)
  - Карачи (представительство в.к.)
- Филиппины, Манила (посольство)
- Саудовская Аравия, Эр-Рияд (посольство)
  - Джидда (генеральное консульство)
- Сингапур (высший комиссариат)
- Шри-Ланка, Коломбо (высший комиссариат)
- Сирия, Дамаск (посольство)
- Тайвань, Тайбэй (офис)
- Таджикистан, Душанбе (посольство)
- Таиланд, Бангкок (посольство)
- Турция, Анкара (посольство)
  - Стамбул (генеральное консульство)
  - Измир (вице-консульство)
  - Анталья консульство)
- Туркменистан, Ашхабад (посольство)
- ОАЭ, Абу-Даби (посольство)
  - Дубай (генеральное консульство)
- Йемен, Сана (посольство)
  - Ходейда (консульство)
- Узбекистан, Ташкент (посольство)
- Вьетнам, Ханой (посольство)
  - Сайгон (генеральное консульство)

## Северная Америка

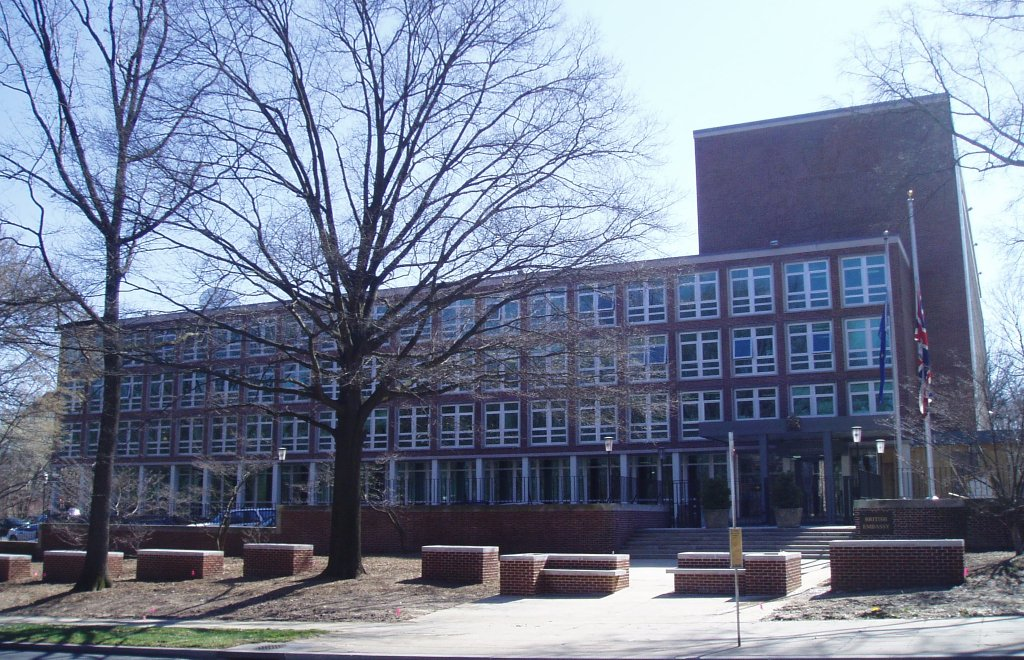
Посольство Великобритании в Вашингтоне.

- Антигуа и Барбуда, Сент-Джонс (высший комиссариат)
- Барбадос, Бриджтаун (высший комиссариат)
- Белиз, Бельмопан (высший комиссариат)
- Канада, Оттава (высший комиссариат)
  - Торонто (генеральное консульство)
  - Ванкувер (генеральное консульство)
  - Монреаль (генеральное консульство)
- Коста-Рика, Сан-Хосе (посольство)
- Доминиканская Республика, Санто-Доминго (посольство)
- Куба, Гавана (посольство)
- Гватемала, Гватемала (посольство)
- Ямайка, Кингстон (высший комиссариат)
- Мексика, Мехико (посольство)
- Панама, Панама (посольство)
- Сент-Люсия, Кастри (высший комиссариат)
- Сен-Винсент и Гренадины, Кингстаун (высший комиссариат)
- Тринидад и Тобаго, Порт-оф-Спейн (высший комиссариат)
- США, Вашингтон (посольство)
  - Чикаго (генеральное консульство)
  - Хьюстон (генеральное консульство)
  - Нью-Йорк (генеральное консульство)
  - Сан-Франциско (генеральное консульство)
  - Атланта (генеральное консульство)
  - Бостон (генеральное консульство)
  - Денвер (генеральное консульство)
  - Лос-Анджелес (генеральное консульство)
  - Майями (генеральное консульство)
  - Орландо (консульство)

## Южная Америка
- Аргентина, Буэнос-Айрес (посольство)
- Бразилия, Бразилиа (посольство)
  - Сан-Паулу (генеральное консульство)
  - Рио-де-Жанейро (генеральное консульство)
- Боливия, Ла-Пас (посольство)
- Чили, Сантьяго (посольство)
- Колумбия, Богота (посольство)
- Эквадор, Кито (посольство)
- Гайана, Джорджтаун (высший комиссариат)
- Перу, Лима (посольство)
- Тринидад и Тобаго, Порт-оф-Спейн(высший комиссариат)
- Уругвай, Монтевидео (посольство)
- Венесуэла, Каракас (посольство)

## Океания
- Австралия, Канберра (высший комиссариат)
  - Мельбурн (генеральное консульство)
  - Сидней (генеральное консульство)
  - Брисбен (консульство)
  - Перт (консульство)
- Фиджи, Сува (высший комиссариат)
- Новая Зеландия, Веллингтон (высший комиссариат)
  - Окленд (генеральное консульство)
- Папуа-Новая Гвинея, Порт-Морсби (высший комиссариат)
- Соломоновы острова, Хониара (высший комиссариат)

## Международные организации
- Брюссель (миссия при ЕС и НАТО)
- Женева (постоянная миссия при учреждениях ООН)
- Нью-Йорк (постоянная миссия при ООН)
- Париж (постоянная миссия при ЮНЕСКО)
- Вена (постоянная миссия при учреждениях ООН и ОБСЕ)
- Манила (миссия при Азиатском банке развития)
- Найроби (постоянная миссия при учреждениях ООН)
- Рим (постоянная миссия при учреждениях ООН: ФАО, WFP и IFAD)
- Страсбург (миссия при Совете Европы)
- Тунис (миссия при Африканском банке развития)
- Вашингтон (постоянные миссии при МВФи МБРР)